# Астара (пароход, 1856)
«Астара» — вооружённый пароход Каспийской флотилии Российской империи.

## Описание парохода
Пароход с железным корпусом, длина судна составляла 45,72 метра, а ширина с обшивкой — 5,79 метра. На пароходе была установлена паровая машина мощностью 60 номинальных лошадиных сил. Вооружение судна состояло из шести орудий.

## История службы
Колёсный пароход «Астара» был заложен на Нижегородской машинной фабрике в 1855 году и после спуска на воду в 1856 году вошёл в состав Каспийской флотилии России. Строительство вёл корабельный мастер подполковник М. М. Окунев.
С 1860 по 1865 год совершал плавания по Волге.
24 января (5 февраля) 1870 года пароход «Астара» был исключен из состава судов Каспийской флотилии.

### Комментарии
1. ↑  150 футов[1].
2. ↑  19 футов[1].